# Tractat de Madrid (1667)
El tractat de Madrid va ser un tractat comercial signat el 23 de maig de 1667 a la ciutat de Madrid (Espanya), entre la monarquia hispànica i el Regne d'Anglaterra. Bàsicament va ser una ratificació dels acords comercials establerts en el tractat de Londres de 1604, trencats per les hostilitats de la guerra anglo-espanyola de 1655-1660.

## Delegacions
Marianna d'Àustria, reina regent durant la minoria d'edat de Carles II d'Espanya, va assenyalar com a delegats a Juan Everardo Nithard, confessor de la reina i inquisidor general; a senyor Ramiro Felípez Núñez de Guzmán, duc de Sanlúcar la Mayor i de Medina de las Torres i el senyor Gaspar de Bracamonte Guzmán, comte de Peñaranda.
Per part anglesa, Carles II d'Anglaterra va enviar a Edward Montagu, I comte de Sandwich en substitució del mort Richard Fanshawe, que havia portat les negociacions preliminars.
El tractat seria ratificat per la reina Marianna d'Àustria el 21 de setembre del mateix any.

## Acords
Entre els compromisos adoptats per ambdues parts s'incloïen:
- Mantenir relacions de pau, amistat i no-agressió;
- Facilitar les relacions comercials mútues en tots els territoris d'ambdós estats;
- Pagament únic d'aranzels en tot el territori;
- Igualar els privilegis comercials de cada un dels signants als concertats amb tercers països;
- Respectar el comerç de cada un dels signants amb tercers països;
- Dret dels comerciants a apel·lar a la justícia local;
- Dret a mantenir assentaments comercials;
- Prohibició de comerciar amb articles considerats contraban, principalment armes.